# Ерси
Ерси — село в Табасаранском районе Дагестана (Россия). Административный центр сельского поселения «Сельсовет Ерсинский».

## География
Расположено в 10 км к северо-востоку от районного центра села Хучни, высота над уровнем моря 407 м.

## История
Впервые в документах село Ерси упоминается в 721 году в историческом труде «Дербент-Наме». Арабскому полководцу Джарраху было приказано выступить в направлении Ерси и к вечеру вернуться в Дербент. По данным другого арабского историка средневековья — ат-Табари, арабы, разграбив Табасаран, привели с собой 10 тысяч голов скота и 3000 рабов. Позже халиф Йазид, как пишет азербайджанский историк Аббас-Кули-ага Бакиханов, укрепил деревни Дарваг, Ерси, Гумейди, Мугарты, Марага и поселил в них 7000 семейств, привезённых из Сирии, Аравии и Мосула. «С этого времени, — пишет исследователь истории селения и автор книги „Очерк истории селения Ерси“ М. Доногуев, — ислам твёрдо и навсегда утверждается в Ерси». Относительно названия аула существует 4 версии: первая — «Ярси» (в переводе с тюркского «половина»), куда некогда переселилась половина жителей аула Дарваг; вторая — «Есир», означает «пленные»; третья — «Ерси» — с табасаранского «мельница»; четвёртая — «Ерси» — «старый». В 1065 году сын ширваншаха Минучихра ибн Йазид Хурмуз скончался в «поместье Ерси в Табасаране и был похоронен там рядом со своими дядями по матери». Являлся резиденцией Табасаранских Кадиев.
В памяти пожилых ерсинцев сохранились предания также о борьбе с полчищами Надир-шаха.
Вхождение Дагестана в состав России после Гюлистанского договора 1813 года с Персией ознаменовало новый этап в его истории. Это означало, что наступило время мирного и стабильного развития. Однако война горцев Дагестана и Чечни против насаждения крепостных порядков со стороны царской администрации на четверть века прервала мирное развитие народов региона.
В 1819 году в то время как русские войска воздвигали на Кумыкской плоскости крепость Внезапную, дагестанцы собрались в значительных силах, чтобы препятствовать постройке её и вообще напасть на русские владения. Между ними было условлено, что Хассан дженгутайский пойдет на Казиюрт, аварский хан — к Андреевской деревне, а Шейх-Али-хан и Абдулл-бек ерсинский овладеют Кюрой и Кубинской провинцией. Сильные акушинцы, со своей стороны, угрожали тем, которые хотели оставаться верными русским. Преданный Ермолову кадий табасаранский был убит заговорщиками.
В ходе нападения на Хучни селение ерсинского бека русские войска разбили их отряды, в числе пострадавших был сам Абдулл-бек ерейнский: под ним была убита лошадь, сам он был ранен пикой, и хотя успел спастись, но конвой его был изрублен и знамя его захвачено. Мадатов приказал оставить селение Хошни в целости, и только один дом Абдулл-бека был сожжен и сад его истреблен до основания.
Между тем уцмий кайтагский укрепился в Башлах, где собрано было до трех тысяч горцев, под начальством Абдулл-бека ерсинского, зятя беглого Шейх-Али-хана. Башлы был взят затем.
В то же время, узнав, что осиротевшее семейство Адиль-Гирея осталось в крайней нищете, Ермолов, как бы снисходя на просьбы шамхала, позволил ему возвратиться в Кайтаг и дал на его содержание одно из имений, некогда принадлежавших уцмию, — великодушие, оказавшееся очень кстати и приведшее к весьма важным результатам. Естественно, что дохода от одного селения оказывалось слишком недостаточно для удовлетворения потребностей семьи некогда владетельного дома, и вот, чтобы выйти из такого затруднительного положения, Мамед-хан, как старший в роду, начал искать случая оказать русским какую-нибудь услугу и тем улучшить свое материальное положение. Случай к этому скоро представился. В Кайтаге проживал тогда известный Абдулл-бек ерсинский, сын табасаранского кадия и зять Шейх-Али-хана, пользовавшийся немалым влиянием в народе. В населении Табасарани и Каракайтага всегда находилось довольно элементов, годных для разбоя, и он пользовался ими, чтобы держать край в постоянной тревоге. За стенами Дербента уже нельзя было считать себя безопасным. Был случай, что в 1822 году в пяти верстах от этого города команда рабочих, под прикрытием десяти куринских солдат, подверглась нападению; два солдата были изрублены шашками, один убит пулей и один ранен. Теперь, когда герои дагестанских возмущений один за другим сходили со сцены, тем опаснее становился Абдул-бек, как последний представитель былых времен необузданной свободы. Все меры, принятые к его поимке, оставались без успеха, а между тем Южный Дагестан более и более терпел от его разбоев. Краббе принужден был оценить его голову, обещая большую награду тому, кто доставит его живого или мертвого. Вот эту-то задачу и принял на себя Мамед-хан, ставя условием, чтобы ему возвращены были имения его отца. Мамед стал изыскивать средства для достижения своей цели, но все старания его захватить Абдуллу во время разъездов его в Каракайтаге были напрасны. Тогда Мамед подговорил жившего в деревне Падур старого разбойника Науруз-бека, и они вместе решили извести Абдуллу другим способом. Мамед съездил в Дербент и привез оттуда целый бочонок пороха. В то же время Науруз-бек, рыская по окрестностям, узнал о местопребывании ерсинского бека. И вот вечером двадцать седьмого апреля 1824 года оба они с несколькими нукерами скрытно пробрались к небольшой деревушке, окруженной лесом, где жил тогда Абдулл-бек. Бела темная ночь, когда партия подошла к самому селению; там все было тихо; жители спали, и только в доме самого Абдуллы светился огонек. Пока партия стояла на опушке леса, сын Науруз-бека, молодой Гюль-Мамед, и Орудж — старый опытный разбойник, вдвоем, как ночные воры, пробрались в нижний этаж дома, где в Дагестане обыкновенно помещаются конюшни и кладовые, и заложили там мину силой в два пуда пороха. Прошло с четверть часа, а взрыва не было. Мамед уже хотел отправиться сам, чтобы узнать о причине, как вдруг в тишине ночи громовой удар всколыхнул землю, и высокий столб пламени поднялся к небу. Картина взрыва была ужасна. Большой двухэтажный каменный дом был разбросан по частям; между развалинами его виднелись изувеченные, растерзанные тела Абдуллы с его сыновьями, женами и всей прислугою. Всего погибло при взрыве семнадцать человек, и в том числе сам Абдулла и две жены его, из которых одна была известная Чимнас-Ханум — дочь Фет-Али-хана, только грудной ребёнок, младший сын Адбуллы, спасся каким-то непостижимым чудом. Таким образом, из всего семейства Абдуллы остался на свободе только старший сын его, Зоал, уезжавший в роковую ночь в соседнюю деревню. Но Мамед-хан и Науруз дали слово доставить и его в Дербент живого или мертвого. Пострадал при взрыве сильно и Орудж, не успевший заблаговременно отойти в безопасное место: ему вышибло в плече правую руку, обожгло лицо и повредило ребра. Не спасся бы он от разъяренных жителей деревни, если бы отважный Гюль-Мамед, несмотря на угрожавшую самому ему гибель, не вынес его на своих плечах. «Известие о взрыве дома, в котором за одного виновного погибло шестнадцать невинных, — писал Ермолову император Александр, — для меня весьма неприятно». Гуманные чувства императора никак не могли примириться с жестокой необходимостью, на которую указывал Ермолов, отвечавший, что «другого средства к истреблению разбойника не было и что нельзя считать совершенно невинными тех, которые скрывали Абдуллу и помогали ему в разбойничьих подвигах». Дальнейшая история Зоала неизвестна. Но бегство его было причиной следующего характерного для дагестанских нравов происшествия. Один из табасаранских беков, Ахмед-Паша, обвинил двадцатилетнего сына своего Али-Бури в невыполнении отцовского приказания поймать или убить Зоала и как изменника выдал его русским. Нужно думать, однако, что в этом поступке замешалась семейная вражда. По крайней мере, Али-Бури заявил на следствии, что отец донес на него в отмщение за укоры, которые делал ему сын, ибо старик прогнал жену, зарезал дочь и тем же угрожал самому Али. Очевидно, что здесь разыгрывалась целая семейная драма, и тем не менее Али, по настоянию отца, был сослан рядовым в батальоны Финляндского корпуса.
Переход Заам-бека Ерсинского на сторону имама Шамиля в 1840-х годах также, по-видимому, явился следствием оскорбительно-пренебрежительного отношения царских чиновников к местным правителям. Заам-бек имел тысячи десятин земли, владел несколькими табасаранскими аулами. Но собственная честь оказалась для него выше всех богатств, и он решил перейти на сторону имама. После этого, как показывают архивные документы, все его владения перешли в казну Российской империи.
В Ерси собирал свой материал по изучению табасаранского языка Пётр Карлович Услар.
Ерси всегда славился своими образованными и учёными людьми. Так, в словаре биографий мусульманских учёных X—XX вв. «Услада умов в биографиях дагестанских ученых» упоминается Газимухаммад сын Ибрахима ал-Йарси, главный кади в Табасаране и Кайтаге. В ауле жили арабисты, которые учились у дагестанских учёных и за пределами Дагестана — в Ширване, в арабских странах. Это Абдула Рамазан оглы, Муса Исмаил оглы и др. В XVIII веке здесь жил учёный-арабист Мухаммед Эмин, который работал над грамматикой арабского языка и оставил книгу «Аль Вафия». Известен также ученый-арабист Кази-Магомед, живший в конце XIX — начале XX века. Образованных и ученых людей, как уже сказано, было много, однако, к сожалению, большинство их трудов было утеряно.

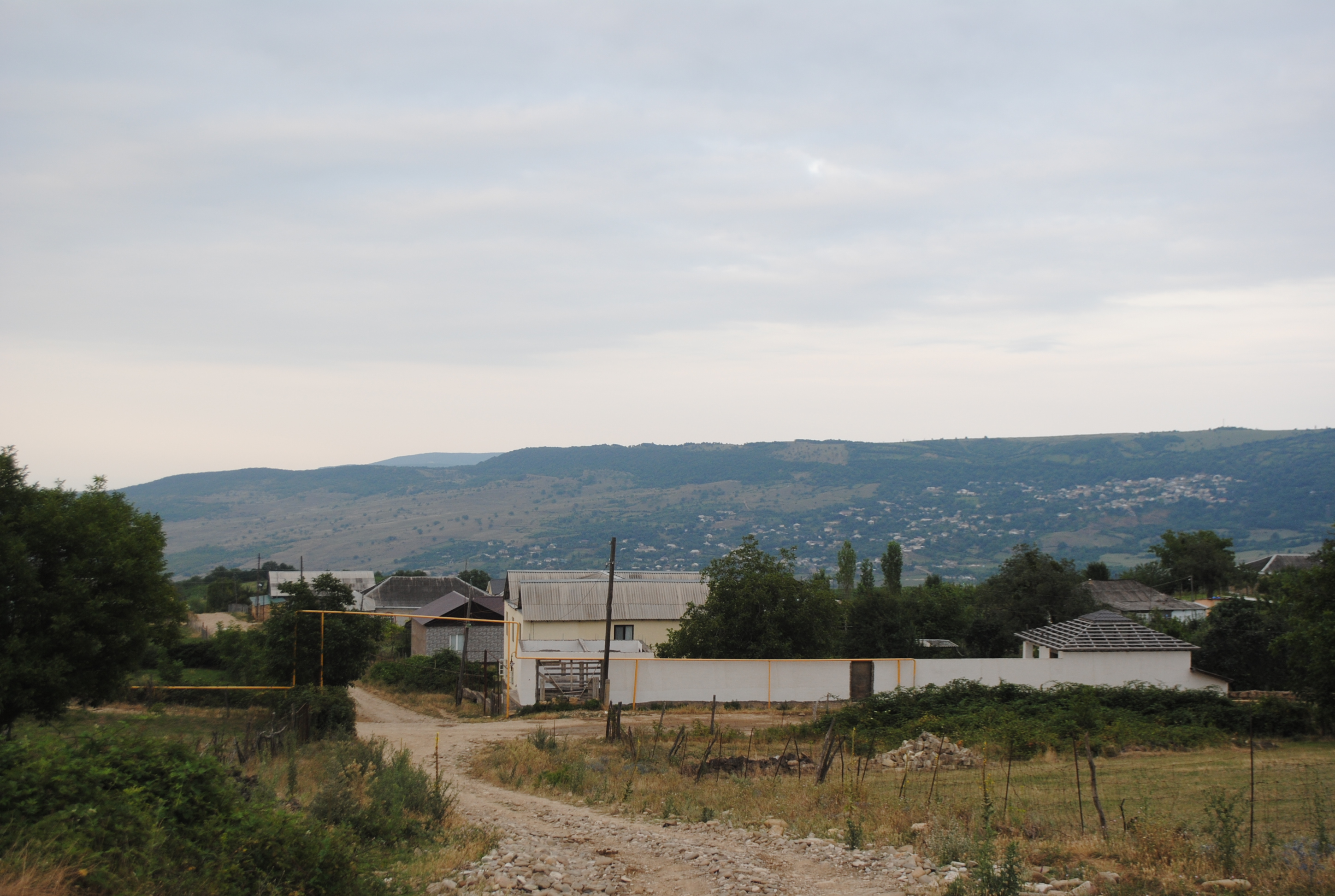
Ерси. Вид на соседнее село Дарваг.

В Ерсах жили певцы и поэты, в том числе это поэт Магомед-Мирза Табасаранский.

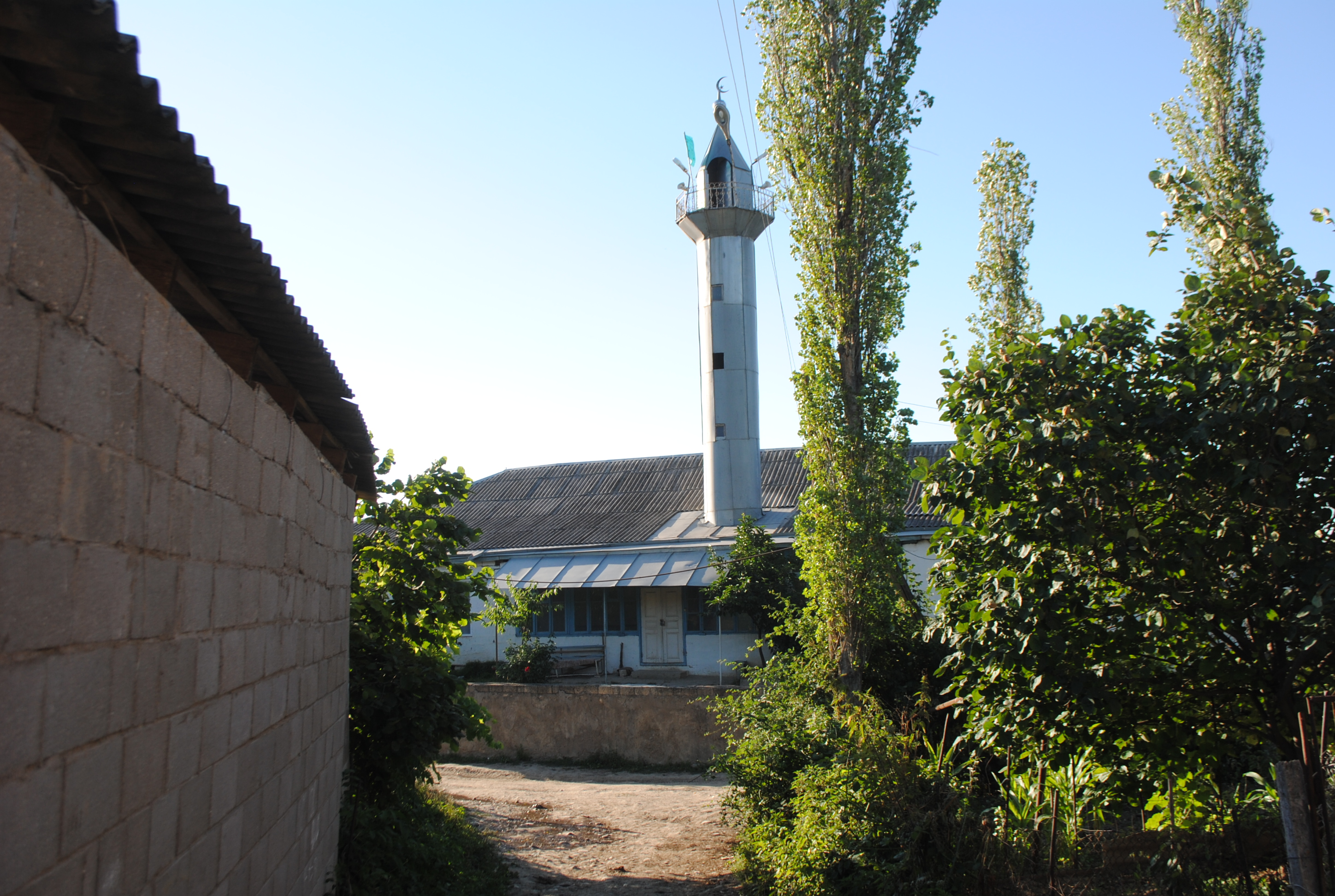
Ерси. Мечеть в старом квартале селения.

В 1903 году в Ерси открылась первая в Табасаранском районе светская школа. В 1930-е годы открыта средняя школа.

## Инфраструктура
- Центр традиционной культуры народов России.[13]

## Население
| 1895  | 1926  | 1939  | 1970  | 1989  | 2002  | 2010  |
| ----- | ----- | ----- | ----- | ----- | ----- | ----- |
| 750   | ↗1197 | ↗1267 | ↗1788 | ↘1714 | ↗2298 | ↘1807 |
| 2021  |       |       |       |       |       |       |
| ↘1504 |       |       |       |       |       |       |

Национальный состав
По данным Всероссийской переписи населения 2010 года:
| № | Национальность | Численность, чел. | Доля |
| - | -------------- | ----------------- | ---- |
| 1 | азербайджанцы  | 1726              | 96 % |
| 2 | табасараны     | 54                | 3 %  |
| 3 | другие         | 27                | 1 %  |

Население Ерси исторически делится на родовые патронимы — тухумы (тохумлар): «Фарслар» (персы), «Лезгилер» (лезгины), «Кахирлер» (властные, сильные, жестокие), « Дагабайлар»"Мисандагар" (пруд Мисана), «Гъавгъидагар» (замерзший пруд), «Беганхяр» (бекский сенокосный участок), «Татлинжехер» (груша петуха), «Пажартӏил» (укрытие), «Къярарик» (у скал), «Латакк» (у бассейна), «Мер жяхяр» (сладкая груша), «Маччлинххянак» (стойбище овец), «Аскканхяр» (нижний сенокос), «Габангала» (стоянка пастуха), «Ярхидагар» (длинный пруд), «ххярил» (на покосе) и многие др. Названия тухумов свидетельствуют, что они выходцы из различных сел и народов (турки, персы или таты, табасараны, даргинцы, арабы, лезгины), которые переселились в Ерси в разные времена.
Согласно переписи дагестана 1886 года в селе проживали Татары.
Согласно статистическим данным 1866 годда в Ерсинское общество входили Екрах, Зиль, Татиль. Общее число жителей общества составляло 1545 человек.
В переписи до 1938 г. жители с. Ерси указывались как турки.

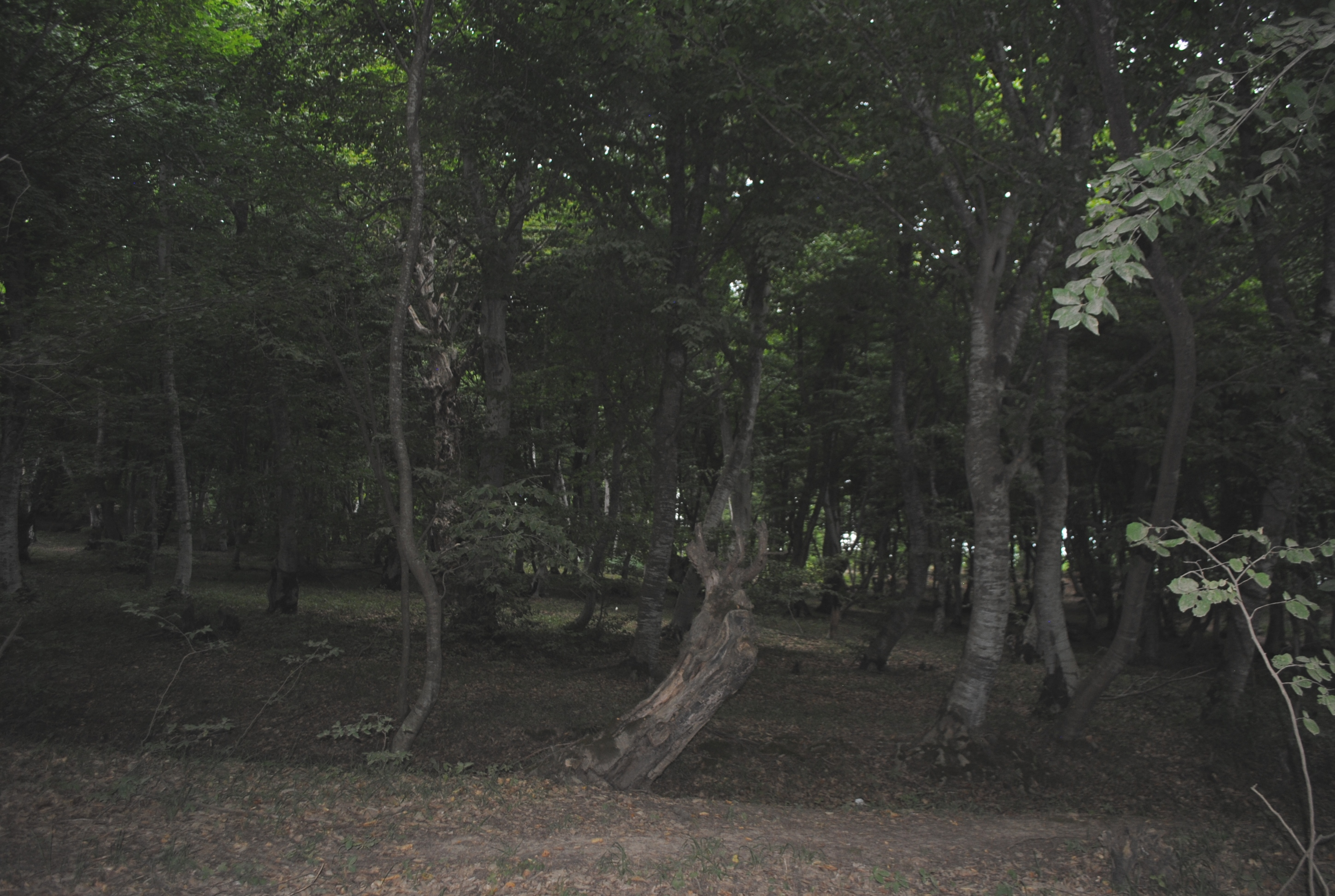
Лес вблизи с. Ерси.

## Известные уроженцы
В 1936 году в селе Ерси родился
Алибеков Нариман Залибекович — один из известных актёров селения.
В 1899 году в селе Ерси родился Керим Гусейнович Мамедбеков — советский государственный деятель, председатель Совета народных комиссаров ДАССР в 1931—1937 годах.

## Этническая принадлежность
Есть мнение, что население с. Ерси по происхождению являются табасаранами, а не азербайджанцами. Так, Известный этнограф профессор Л. И. Лавров, который побывал в Табасаранском районе в 1959 году, писал:
«Табасаранский язык постепенно вытесняется азербайджанским, который в районе знают почти все». Вместе с тем он же отмечает, что жители ряда азербайджанских населённых пунктов Табасаранского района в прошлом говорили на табасаранском языке, о чём свидетельствуют топонимические данные. «Так как азербайджанские селения Аркит, Арак, Ерси,— пишет Л. И. Лавров,— носят табасаранские названия, то можно думать, что раньше в них говорили по-табасарански».
На протяжении всей истории речь тюркоязычных народов, войдя в контакт с местным языком, в силу ряда причин одержала верх над табасаранской речью.
В результате разносторонних связей: экономических, культурных — не только жители Табасарана подверглись влиянию тюркоязычных народов, но и жители ряда аулов нынешнего Дербентского района, которые в прошлом входили в Табасаранские владения, и жители некоторых населённых пунктов Табасаранского района говорят на азербайджанском языке. «Весьма возможно,— писал А. Дирр,— что часть этих последних не что иное, как отатарившиеся табасараны; во всяком случае сами табасараны говорят, что их язык распространялся раньше далее к востоку».